# Conservazione e restauro dei tessuti

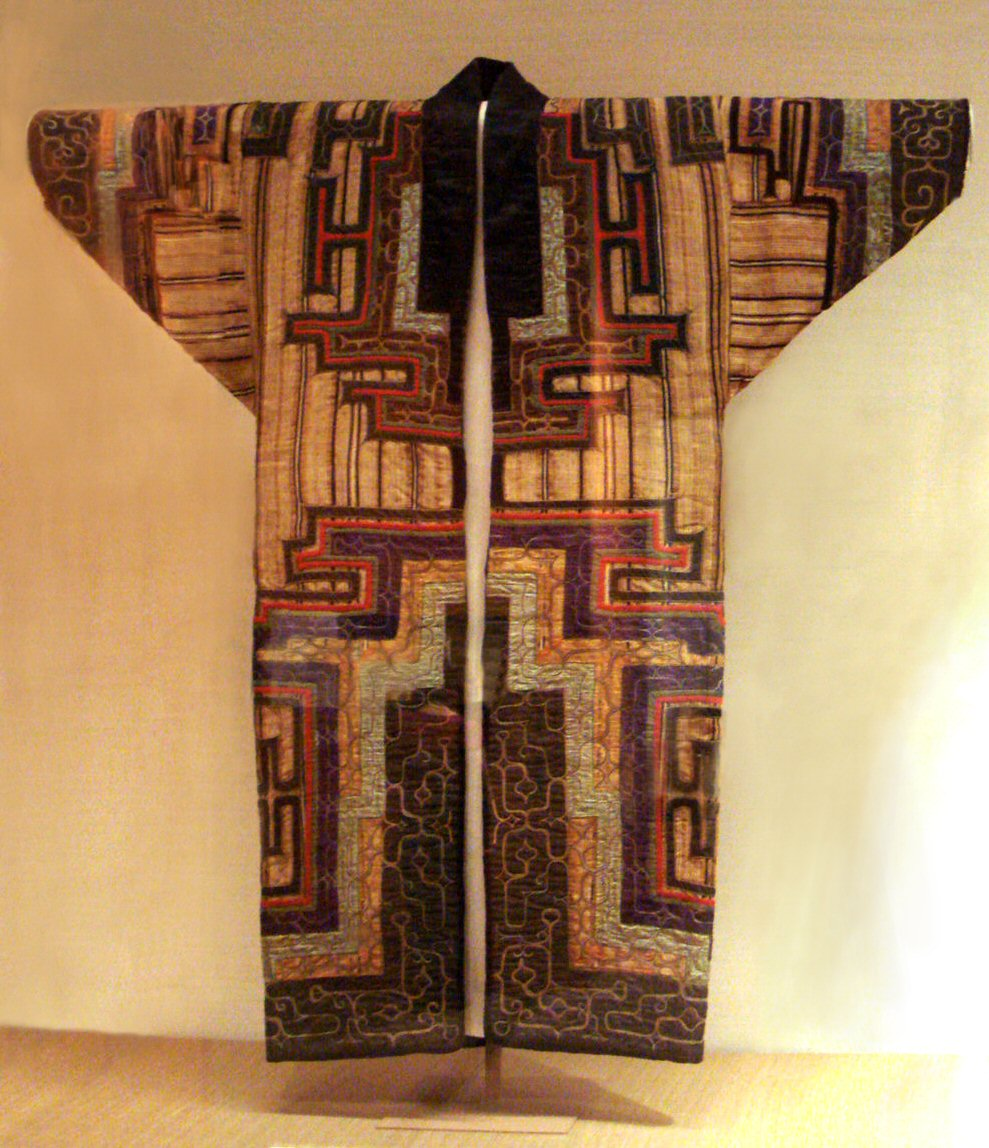
Abito da cerimonia Ainu esposto sotto vetro al British Museum.

La conservazione e il restauro dei tessuti si riferisce ai processi mediante i quali i tessuti vengono curati e mantenuti per essere preservati da danni futuri. Il campo rientra nella categoria della conservazione dell'arte, del patrimonio e delle biblioteche/archivi, a seconda del tipo di collezione. Il concetto di conservazione dei tessuti si applica a un'ampia gamma di manufatti, inclusi arazzi, tappeti, trapunte, indumenti, bandiere e tende, nonché oggetti che "contengono" tessuti, come mobili imbottiti, bambole e accessori come ventagli, ombrelloni, guanti e cappelli o cuffiette. Molti di questi manufatti richiedono cure specializzate, spesso da parte di un conservatore professionista.

## Collezioni
Le collezioni tessili storiche rientrano in tre categorie generali: musei, società/luoghi storici e collezioni private. Le esigenze di ciascuna di queste categorie variano. Una collezione privata, ad esempio, difficilmente avrà un flusso di traffico elevato quanto un museo e potrebbe quindi essere in grado di adottare misure di conservazione che un museo pubblico non può fare, come ridurre al minimo l’esposizione alla luce per lunghi periodi di tempo. Potrebbero sorgere anche problemi specifici della sede. Ad esempio, molte case storiche non dispongono di climatizzazione e fanno affidamento sulla luce naturale per esporre i propri arredi, entrambi fattori che possono contribuire al decadimento dei tessuti.

## Ambiente

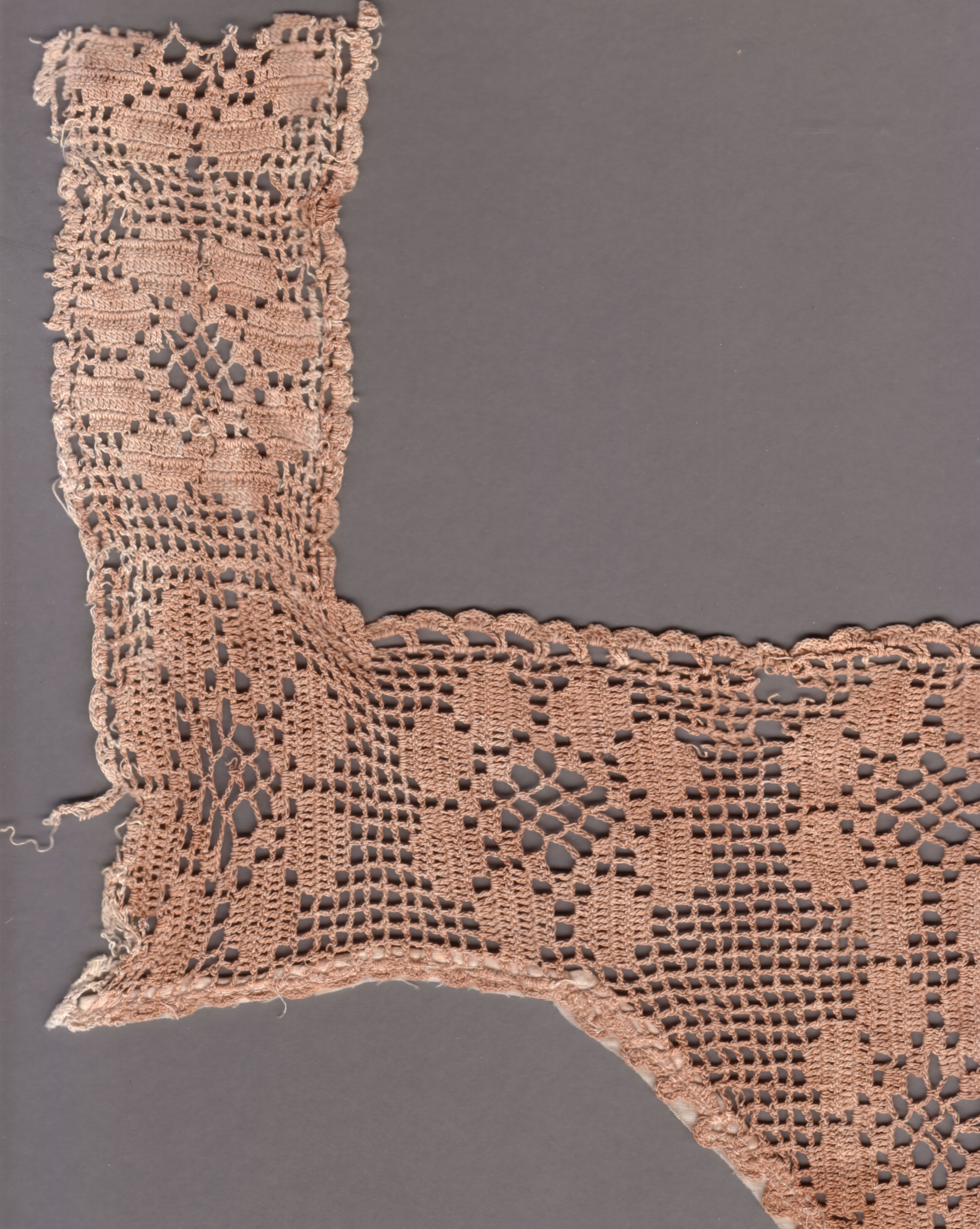
Deterioramento e scolorimento dovuti alla scarsa conservazione su un colletto di lino lavorato all'uncinetto degli anni '20 o '30.

La causa principale del deterioramento dei tessuti è quasi sempre l'ambiente in cui sono conservati. Luce, temperatura e umidità possono contribuire alla salute o al deterioramento di un tessuto, a seconda della loro intensità. Inoltre, anche parassiti, sostanze chimiche e inquinanti possono causare danni a un tessuto antico. Anche le sostanze chimiche presenti nell'aria, come lo smog o il fumo di sigaretta, sono dannose per i tessuti e dovrebbero essere evitate se possibile. Nei musei o nelle collezioni altrimenti specializzate, i filtri dell'aria ad alta efficienza vengono generalmente installati in tutto l'edificio per ridurre la presenza di sostanze chimiche presenti nell'aria che possono macchiare, scolorire o indebolire i tessuti.

### Luce
La luce può avere diversi effetti sui tessuti nel tempo. In alcuni casi, può contribuire allo sbiadimento o allo scolorimento, ma il danno principale causato ai tessuti dalla luce è la debolezza delle fibre causata dall'esposizione prolungata alla luce ultravioletta e infrarossa. Idealmente, i tessuti dovrebbero essere conservati o esposti nella minor luce possibile e preferibilmente nell'oscurità più totale. Tuttavia, poiché ciò non è pratico per l'esposizione e la cura del pezzo, per la conservazione è necessaria anche la conoscenza dei limiti di esposizione ai raggi UV e di come un tessuto può essere maneggiato in condizioni di illuminazione sicure.
La luce naturale è la fonte più comune di luce ultravioletta e, come tale, è necessario prestare attenzione ad evitare l’esposizione alla luce solare diretta e indiretta quando possibile. Ciò può significare conservare o esporre i tessuti in un'area senza finestre o con tende oscuranti, che possono essere tirate ogni volta che la stanza non viene utilizzata. Se una stanza fa affidamento sulla luce naturale, è possibile applicare schermi o rivestimenti UV alle finestre per bloccare i raggi dannosi consentendo comunque il passaggio della luce. Tuttavia, questi filtri dovrebbero essere controllati periodicamente, poiché hanno una durata limitata e potrebbe essere necessario sostituirli ogni pochi anni. 
Anche la luce fluorescente e quella prodotta da alogeni possono produrre grandi quantità di radiazioni UV, sebbene siano disponibili filtri che si adattano alle lampadine per limitare la luce dannosa. Questi filtri vengono generalmente sostituiti quando si cambiano le lampadine.
Un vantaggio delle luci fluorescenti è che producono poco calore, il che può essere dannoso anche per i tessuti. Le luci a incandescenza producono oltre a grandi quantità di radiazioni infrarosse una grande quantità di calore, che danneggia anche le fibre dei tessuti antichi. Se è necessario utilizzare luci a incandescenza, bisognerebbe posizionarle abbastanza lontano dalle vetrine in modo che il loro calore non influisca sul contenuto esposto all'interno di esse. 
Nel caso di tessuti particolarmente delicati, gli organizzatori dell’esposizione potrebbero prendere in considerazione l’illuminazione motion Detection o temporizzata, oppure l’illuminazione controllata tramite un interruttore attivato dal visitatore, che consentirebbe ai tessuti di rimanere al buio quando non sono visibili. Tutti i tessuti dovrebbero essere esposti secondo un programma a rotazione, in modo che siano esposti solo per alcuni mesi, quindi essere posizionati per il resto dell'anno in un deposito buio, per prolungarne la vita.

### Clima

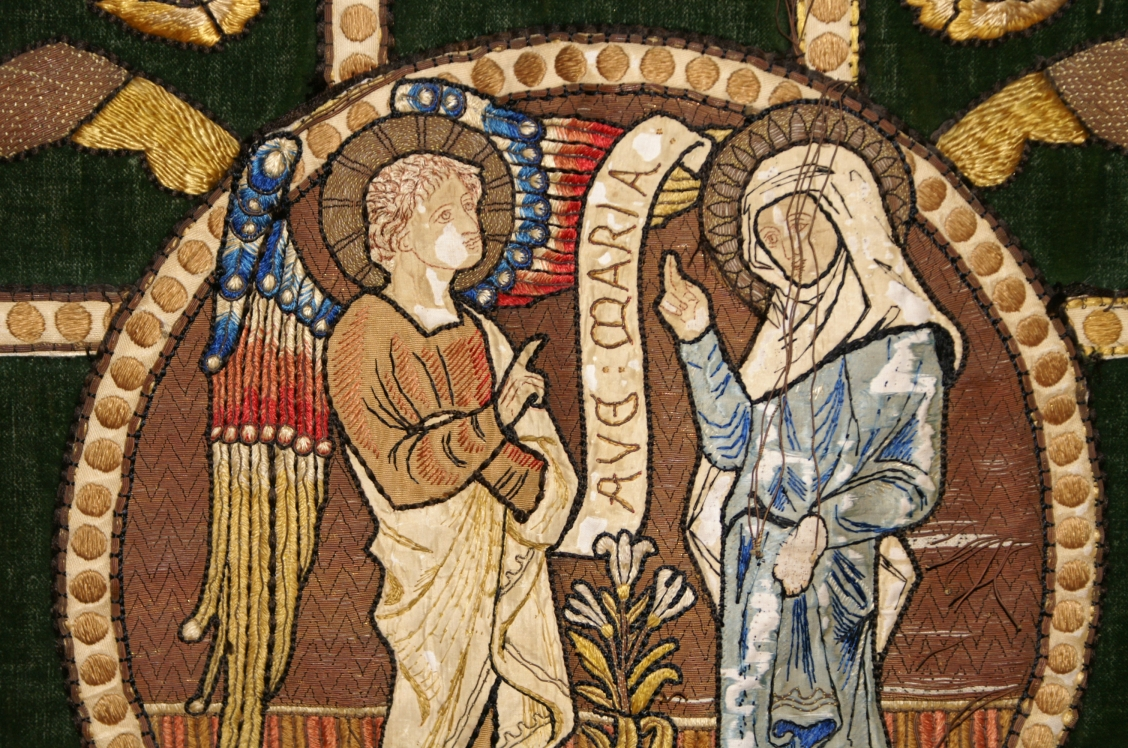
Frontale d'altare vittoriano ricamato danneggiato, Berkshire, Inghilterra.

Sia il calore che l'umidità possono contribuire al deterioramento di un tessuto. Tuttavia, un’eccessiva secchezza può anche causare danni, soprattutto alle fibre elastiche, come la lana, che fanno affidamento su una certa quantità di umidità per mantenere la loro flessibilità. Inoltre, la temperatura e l’umidità dovrebbero essere mantenute quanto più costanti possibile; cambiamenti in uno di questi fattori possono causare l'espansione e la contrazione delle fibre tessili, che, nel tempo, possono anche causare danni e deterioramento al tessuto. Per questo motivo, sia le aree di stoccaggio che quelle di esposizione dovrebbero essere dotate di apparecchiature di monitoraggio per misurare la temperatura e l'umidità di ambienti, vetrine, strutture di stoccaggio chiuse e aree di lavoro.
Idealmente, la temperatura dovrebbe essere mantenuta intorno ai 21°C, anche se è consentita una leggera fluttuazione in entrambe le direzioni (temperature leggermente più alte o più basse), purché avvenga gradualmente. Ad esempio, la temperatura può essere leggermente più bassa in inverno per risparmiare sui costi energetici, ma il cambiamento dovrebbe essere effettuato lentamente, in modo da non sottoporre le fibre a stress eccessivo.
Per quanto riguarda l'umidità, il collezionista o il conservatore dovrebbe puntare a un'umidità relativa del 50%, anche se, come per la temperatura, sono consentite piccole fluttuazioni, purché avvengano gradualmente. In vetrine o contenitori chiusi, l'umidità può essere in qualche modo mantenuta attraverso l'uso di cristalli di gel di silice. Questi cristalli non devono essere posti a contatto con i tessuti, ma possono essere riposti in sacchetti di mussola traspirante e appesi all'interno della custodia per mantenere un'umidità costante; dovrebbero tuttavia essere monitorati periodicamente, per essere sicuri che funzionino.
Nelle aree in cui il controllo climatico non è disponibile (come negli edifici storici), il conservatore può comunque moderare la temperatura e l'umidità relativa attraverso l'uso di ventilatori, umidificatori e deumidificatori e unità portatili di riscaldamento o raffreddamento. 
Oltre alla temperatura e all’umidità, anche il flusso d’aria è un problema per la conservazione dei tessuti. I tessuti non dovrebbero mai essere sigillati in plastica o altri involucri ermetici a meno che non facciano parte di un processo di trattamento o pulizia. Una corretta circolazione, combinata con l'umidità suggerita, aiuterà a prevenire la crescita di muffe e funghi, che potrebbero macchiare o indebolire i tessuti antichi. 

### Parassiti
I parassiti rappresentano un’altra minaccia significativa per le collezioni tessili, poiché esistono numerose creature che possono causare danni alle fibre. Tra i più comuni ci sono le tarme, gli insetti Tineidae, i pesciolini d'argento, i Dermestidae, il pesciolino delle case e i roditori.
I Tineidae sono attratti dalle fibre proteiche e quindi particolarmente dalla seta, dalla lana e dalle piume. Un'infestazione potrebbe essere identificata attraverso l'evidenza di bozzoli bianchi (o loro resti) sui tessuti, o attraverso l'avvistamento degli insetti stessi. Sono lunghi circa 8 cm (3,1 pollici) e di colore bianco. 
Anche i Dermestidae sono attratti dalle proteine e possono essere piuttosto distruttivi. La prova di un'infestazione può assumere la forma di buchi masticati, carcasse o larve, che appaiono come piccoli insetti pallidi simili a vermi. 
I pesciolini d'argento e i pesciolini delle case sono insetti imparentati che consumano l'amido, solitamente presente nell'imbozzimatura o in altri trattamenti applicati ai tessuti, nonché nei tessuti a base vegetale come lino e cotone. Entrambi sono attratti dai climi bui e umidi, anche se i pesciolini d'argento preferiscono temperature più fresche, mentre i pesciolini delle case tendono a temperature più calde. Entrambi sono lunghi circa 12 mm (0,47 pollici) e sono di colore chiaro o scuro, a seconda del tipo presente. 
Le infestazioni di roditori possono essere identificate nei modi consueti, ad esempio osservando escrementi, nidi o aree masticate relativamente grandi di tessuti dove hanno causato danni.
In tutti i casi, i mezzi chimici di controllo dei parassiti dovrebbero essere evitati, se possibile, non solo a causa dei danni agli esseri umani che ne entrano in contatto, ma perché le sostanze chimiche possono causare danni agli stessi tessuti che il conservatore sta cercando di salvare. Per i roditori, le trappole a scatto possono essere efficaci e, se necessario, è necessario chiamare un disinfestatore professionista. Le trappole con esca avvelenata dovrebbero essere evitate, poiché il roditore potrebbe morire in un posto inaccessibile e fornire un terreno fertile per ulteriori parassiti. In caso di infestazione di roditori, anche tutti i punti di accesso alla stanza (come fessure o buchi) attraverso i quali potrebbero entrare dovrebbero essere individuati e, se possibile, sigillati. 
Per gli insetti, mantenere puliti lo stoccaggio, l'esposizione e l'ambiente di lavoro è il miglior metodo di prevenzione. Le trappole adesive (sostituite spesso) attorno a porte, finestre e vetrine possono essere utili per monitorare la popolazione di insetti. Inoltre va osservata la popolazione di insetti carnivori, come i ragni. Sebbene tali insetti non siano di per sé dannosi per i tessuti, potrebbero indicare un’altra popolazione di insetti che lo sono. 
Se l'infestazione può essere limitata a uno o pochi pezzi, gli insetti possono essere uccisi congelando l'oggetto. Il tessuto va avvolto nella plastica e messo sotto vuoto, quindi portato a una temperatura di congelamento il più rapidamente possibile, per evitare che gli insetti si abituino al freddo. L'oggetto può essere lasciato congelato per diversi giorni ma è opportuno riportarlo lentamente a temperatura ambiente per evitare ulteriori danni. Anche se questo metodo dovrebbe uccidere gli adulti, potrebbe non distruggere le uova presenti.
Se è necessario utilizzare mezzi chimici, sarebbe meglio consultare un conservatore professionista per essere certi che il trattamento non danneggi i tessuti stessi.
Anche se non sono presenti segni di infestazione, i tessuti dovrebbero comunque essere ispezionati periodicamente per essere certi che non vi sia alcun focolaio passato inosservato. Inoltre, quando si tratta di una nuova acquisizione che mostra segni di danni da insetti, il tessuto deve essere messo in quarantena fino a quando non si possa determinare se gli insetti sono ancora presenti prima di introdurlo nel resto della collezione.

## Instabilità tessile
In alcuni casi i tessuti vengono indeboliti non da cause esterne come luce o parassiti, ma da reazioni chimiche che avvengono all'interno del tessuto stesso, come l'ossidazione nel tempo di mordenti a base di ferro, che possono provocare scurimenti e scolorimenti delle fibre circostanti.
Un esempio spesso citato in tutta la letteratura è il caso della seta frantumata. Durante la fine del XIX e l'inizio del XX secolo, molti produttori di seta trattarono i loro tessuti con sali metallici (solitamente contenenti stagno e ferro) per migliorarne il drappeggio e la sensazione; poiché la seta veniva valutata in base al peso per quanto riguarda il prezzo, questo processo sostituiva anche parte del considerevole (un quinto) peso perso attraverso la rimozione della sericina dalle fibre di seta nel processo di sgommatura; il tessuto risultante era noto come seta appesantita. Tuttavia, con l'invecchiamento dei tessuti, i metalli nelle fibre ne accelerano il decadimento e li rendono estremamente fragili, un effetto accelerato in parte dall'aggiunta del 10-15% in peso di sale metallico aggiunto ad alcuni tessuti dai produttori. Ciò ha l'effetto di triturare, o "frantumare", la fibra di seta, mentre l'ambiente e la conservazione del tessuto contribuiscono molto poco a prevenire questo deterioramento, sebbene l'esposizione alla luce possa accelerarlo ulteriormente. 
I collezionisti e i conservatori tessili dovrebbero avere familiarità con le loro collezioni, la storia e la provenienza dei loro pezzi. I test chimici possono rivelare i tipi di coloranti e mordenti utilizzati, nonché eventuali altri trattamenti applicati al tessuto. Tale conoscenza può portare alla prevenzione di ulteriore decadimento apprendendo quali pezzi devono essere maneggiati con particolare cura.

## Gestione
I tessuti fragili e/o di valore devono essere maneggiati con cura e con la minima quantità di forza necessaria in ogni circostanza. Tuttavia, qualora fosse necessaria la manipolazione, è possibile adottare precauzioni per garantire la sicurezza del tessuto.
Poiché le mani umane contengono oli e acidi nella pelle, è necessario indossare guanti di stoffa pulita quando si maneggiano i tessuti. Se i guanti non sono disponibili, è necessario lavarsi frequentemente le mani per garantire che non vengano causati danni. Per ragioni simili, le aree di lavoro, esposizione e stoccaggio dovrebbero essere libere da cibo, bevande e fumo di sigaretta, che possono anche macchiare o danneggiare il tessuto. Infine, per evitare macchie di inchiostro, per scrivere o fare schizzi nello spazio di lavoro è opportuno utilizzare solo matite.
Per evitare strappi, è necessario rimuovere tutti i gioielli che potrebbero impigliarsi nella trama del tessuto e indossare indumenti privi di fibbie di grandi dimensioni o altri oggetti che potrebbero impigliarsi nel tessuto. Anche i capelli lunghi dovrebbero essere legati indietro per consentire una visione chiara dell'area di lavoro, anche quando la testa è piegata sul tavolo.
Quando si lavora con i tessuti, è necessario posizionarli su una superficie pulita e piana, più grande del tessuto stesso, in modo che l'intero pezzo sia sostenuto in modo uniforme. Anche se è supportato, non si dovrebbe posizionare mai nulla sopra il tessuto mentre è in posizione piana.
Quando si sposta il tessuto, è importante mantenere un supporto piatto e uniforme dello spazio di lavoro. Se il pezzo è abbastanza piccolo (un fazzoletto o un campionatore, per esempio), può essere posizionato su una tavola priva di acidi o un supporto simile e trasportato come su un vassoio. Se il pezzo è troppo grande per questo scopo (un tappeto o un arazzo, per esempio), può essere arrotolato attorno a un tubo privo di acidi e trasportato da due persone nella sua nuova posizione.
Infine, costumi e abiti antichi non dovrebbero mai essere indossati, poiché il semplice processo di indossarli e toglierli causerà danni. Inoltre, la persona che lo indossa potrebbe non adattarsi perfettamente al costume – che è stato realizzato per adattarsi a una persona specifica, non prodotto in serie in dimensioni approssimative – causando tensione o allentamento dove non dovrebbero esserci.

## Pulizia

### Aspirazione
Uno dei modi più semplici e sicuri per pulire i tessuti è aspirarli. Il tessuto viene posizionato su una superficie di lavoro pulita e piana. Se il campione è particolarmente delicato, o semplicemente per precauzione, è possibile posizionare sopra il tessuto uno schermo in fibra di vetro bordato con nastro twill. Lo schermo lascia passare lo sporco e la polvere, ma impedisce che i singoli fili si allentino o si srotolino ulteriormente a causa dell'aspirazione. Utilizzando un accessorio per l'aspirapolvere e l'impostazione di potenza più bassa, si dovrebbe spostare l'aspirazione sullo schermo finché l'intera area non è stata pulita. Se necessario, si dovrebbe spostare lo schermo in una nuova area e ricominciare. Entrambi i lati del tessuto vengono aspirati, poiché lo sporco può filtrare sull'altro lato. I tessuti appesi dovranno essere aspirati meno spesso rispetto ai capi orizzontali, poiché ci sono meno punti in cui la polvere può accumularsi.

### Pulizia a umido
Uno degli standard chiave della conservazione è quello della reversibilità: qualsiasi cosa fatta per preservare un pezzo dovrebbe poter essere annullata con un danno minimo al pezzo stesso. Poiché la pulizia a umido è un processo chimico, non è reversibile e pertanto deve essere utilizzata solo quando assolutamente necessario.
Prima di pulire un tessuto, dovrebbero essere poste alcune domande per determinare sia il miglior trattamento per quella particolare combinazione di tessuto e sporco, sia per accertare se il pezzo può essere pulito o può subire danni durante il processo:
- Composizione chimica del tessuto: un tessuto può avere un elevato contenuto di acido o potrebbe aver utilizzato sostanze chimiche nella sua produzione che potrebbero contribuire alle sue reazioni all'acqua o ad altri prodotti chimici detergenti.
- Caratteristiche delle fibre – diversi tipi di fibre hanno proprietà diverse, che influiscono sulla loro cura e conservazione; per esempio, il cotone e il lino, entrambi raccolti di fibre, sono più resistenti sia quando sono bagnati che quando sono asciutti e possono essere in grado di resistere a uno stress meccanico maggiore durante la pulizia rispetto ad altri materiali come la seta. La lana può assorbire grandi quantità di acqua, ma si deforma se lavata ad alte temperature. Tutte le sete diventano fragili con l'età, ma le sete appesantite si decompongono più rapidamente e quindi devono essere maneggiate con estrema cura[26]. Inoltre, alcune sete, una volta bagnate, possono macchiarsi in modo permanente, creando macchie d'acqua difficili da rimuovere.
- Coloranti del tessuto: i coloranti di un tessuto comprendono i mordenti utilizzati per fissarli, con diversi processi di mordenzatura utilizzati in tutto il mondo, che rendono necessaria la conoscenza delle origini di un tessuto e della chimica del suo colorante. È possibile applicare una goccia d'acqua su un'area nascosta del tessuto e tamponarla con un panno bianco pulito per accertare la solidità del colore e la lavabilità del colorante; il colorante che si trasferisce con l'applicazione dell'acqua indica un tessuto che non deve essere lavato[31].
- Finiture o trattamenti superficiali: un tessuto potrebbe essere stato verniciato, il che significa che non può essere lavato[32], o potrebbe essere stata applicata una pellicola sulla sua superficie che nel frattempo si è consumata.
- Sporco e macchie: un tessuto può essere macchiato in vari modi, ma le macchie più vecchie sono più difficili da rimuovere. Macchie e sporco possono essere lasciati sul posto o rimossi solo parzialmente, se il conservatore lo ritiene necessario per preservare il resto dell'opera. Inoltre, un tessuto può essere sporco in modo non rilevabile a occhio nudo; le bandiere tessili, ad esempio, possono essere altamente acide a causa della lunga esposizione all’inquinamento atmosferico[32].
- Detergenti più sicuri ed efficaci: la scelta del detergente può essere fondamentale per la conservazione di un tessuto, con i detersivi commerciali sconsigliati per l'uso su tessuti antichi, non importa quanto delicati o fragili possano essere, poiché le sostanze chimiche utilizzate nella maggior parte dei detersivi per vestiti sono troppo duro per resistere alle vecchie fibre. Una vasta gamma di detersivi speciali è disponibile presso i fornitori di prodotti per la conservazione, anche se la maggior parte delle fonti suggerisce il sapone per i piatti Ivory come sostituzione dell'ultimo minuto, se necessario. Anche i detergenti chimici per le macchie non sono consigliati, poiché sono troppo aggressivi per essere tollerati dalle vecchie fibre. La scelta del detergente può essere particolarmente importante per i pezzi in situ, poiché potrebbero mettere in pericolo anche altri pezzi vicini (ad esempio la parte in legno di un mobile imbottito)[33].
- Additivi e ausiliari per la pulizia: potrebbero essere necessari additivi per la pulizia, come addolcitori e detergenti, nonché materiali fisici come acqua, schermi e un aspirapolvere.
- Durata dell'esposizione alla pulizia: un tessuto può essere in grado di resistere all'esposizione a un detergente solo per un certo periodo di tempo, con un'esposizione prolungata che potrebbe causare ulteriori danni alle fibre.
- Scelta dell'azione di pulizia meccanica: i tessuti più vecchi e fragili potrebbero non essere in grado di tollerare molti movimenti durante il processo di pulizia.

Una volta determinato il miglior processo di pulizia, il pezzo deve essere preparato per il lavaggio. Di solito, ciò comporta l'aspirazione per rimuovere lo sporco superficiale. Anche i rivestimenti e i supporti devono essere rimossi, aspirati e lavati separatamente. Questo non serve solo a prevenire la fuoriuscita del colore, ma anche a evitare che lo sporco rimanga intrappolato tra gli strati, il che potrebbe causare scolorimenti dall'interno. Inoltre, fibre diverse reagiscono alla pulizia in modi diversi e i tessuti possono restringersi o allungarsi e, se sono ancora attaccati insieme, possono causare increspature e distorsioni nella fodera e nello strato esterno del tessuto. 
Come per lo spostamento o il lavoro con capi asciutti, il tessuto deve essere lavato in una posizione piana e completamente supportata. Di solito ciò si ottiene attraverso l'uso di schermi come quelli utilizzati per l'aspirazione, sebbene questi possano essere supportati in un telaio di qualche tipo per una maggiore stabilità. Il tessuto dovrebbe essere inserito tra due schermi. Se il pezzo è particolarmente delicato o fragile, può essere avvolto in una rete, quindi posizionato tra i telai. 
La soluzione detergente deve essere preparata utilizzando acqua distillata. Se non disponibile, è possibile sostituire l'acqua addolcita. La preoccupazione principale è evitare l'acqua dura, che lascerà depositi di minerali nelle fibre. La soluzione deve essere collocata in un contenitore sufficientemente grande da consentire al tessuto di distendersi al suo interno. Per pezzi di grandi dimensioni, potrebbe essere necessario costruire una vasca temporanea all'esterno o in una stanza grande: Putnam e Finch suggeriscono di utilizzare assi o mattoni per costruire un telaio, rivestendolo poi con un grosso pezzo di plastica, zavorrato sui lati, e sufficientemente robusto da sostenere l'acqua che verrà versata al suo interno. Se si utilizza una bacinella più piccola, dovrebbe essere di ceramica, acciaio inossidabile o plastica stabile.
Il tessuto a questo punto viene immerso nella soluzione. Successivamente può essere lavato premendo una spugna morbida direttamente sulle fibre. La spugna non deve essere strofinata, poiché ciò causerebbe un'abrasione inutile nel momento in cui il tessuto è già indebolito dall'acqua. Il tessuto può essere immerso per non più di un'ora e deve essere risciacquato almeno quattro volte dopo la pulizia. Il risciacquo finale deve essere sempre effettuato con acqua distillata. Il tessuto deve essere poi posto ad asciugare su una superficie piana o su uno schermo, in una stanza ben ventilata, lontana da fonti di calore.

### Lavaggio a secco
Il lavaggio a secco viene generalmente utilizzato solo per le macchie d'olio, poiché è un processo molto stressante per i tessuti. I lavasecco commerciali non dovrebbero mai essere utilizzati, poiché le sostanze chimiche utilizzate nel processo sono troppo forti perché i vecchi tessuti possano resistere senza danni. Se il lavaggio a secco è assolutamente necessario, è utile consultare un conservatore professionista. 

### Stiratura a vapore
La stiratura a vapore e la stiratura dei tessuti deve essere eseguita con cautela, poiché il calore può influire sulla vitalità delle fibre. Ancora più importante, il tessuto deve essere sempre pulito prima di utilizzare uno di questi processi, poiché il calore può intrappolare lo sporco e le macchie nelle fibre a tal punto che la macchia diventa permanente. Bisognerebbe utilizzare sempre l'impostazione più bassa per entrambe le procedure. Se un indumento fa affidamento sulle pieghe per mantenere la sua forma corretta, potrebbe essere utile premere con le dita le pieghe affinché mantengano la loro posizione originale quando l'indumento è umido e lasciarlo asciugare in quel modo, piuttosto che sottoporlo allo stress aggiuntivo della stiratura. 

### Alternativa alla stiratura
Se un articolo tessile è relativamente sottile e leggero e bagnarlo non comporta rischi, può essere steso su un pezzo di vetro più grande rispetto ad esso. Prima di ogni utilizzo, la superficie del vetro deve essere pulita con detergenti 'sicuri', come per il tessuto stesso, anche se il vetro è stato conservato in un luogo pulito. L'ultimo risciacquo del vetro dovrebbe preferibilmente essere effettuato con un panno di cotone molto pulito e acqua distillata.
Il conservatore stende il tessuto il più piatto possibile sul vetro asciutto. Il tessuto non deve toccare alcun metallo o altro involucro che protegga il bordo del vetro. Per questo compito vengono spesso utilizzati vecchi vetri anti-tempesta e porte di docce in vetro, e di solito vengono lasciati i bordi originali, se non sono troppo ingombranti, per motivi di sicurezza nella movimentazione. Se il tessuto è pulito, può essere steso asciutto e inumidito delicatamente fino a completa saturazione. Man mano che le sezioni vengono bagnate, eventuali sgualciture, pieghe o dettagli (come frange, pippiolini sui bordi del pizzo o pieghe sottili) possono essere delicatamente fissati in posizione con la punta delle dita pulite in modo che aderiscano il più piatto possibile sul vetro.
Alcuni vecchi tessuti possono essere appiattiti sul vetro subito dopo il lavaggio, anche se potrebbe essere meglio trasferirli sul vetro completamente supportati, come su uno schermo di rete o supporto simile. Il tessuto di supporto può essere rimosso stendendolo da sotto il manufatto tessile man mano che viene steso sul vetro, pezzo per pezzo. Ciò può stressare le fibre: questo metodo non può essere utilizzato su qualsiasi tessuto vecchio che potrebbe essere danneggiato dalla manipolazione. Tali tessuti possono prima asciugarsi, quindi possono essere adagiati sul vetro e bagnati in posizione.
L'asciugatura avviene in un luogo buio con una buona circolazione d'aria. Il tessuto può essere sollevato delicatamente dal vetro quando è completamente asciutto e di solito apparirà liscio come se fosse stato usato un ferro da stiro caldo.

## Restauro
Il restauro può essere effettuato con tecniche come il rammendo e il rattoppo. 

## Conservazione
Il miglior ambiente di conservazione per i tessuti è pulito, buio, fresco e moderatamente asciutto, con temperatura e umidità relativa costanti. Idealmente, non dovrebbe esserci tensione su nessuna particolare area del tessuto. Esistono tre tipi fondamentali di stoccaggio dei tessuti e la scelta di quale utilizzare dipende dal tipo di tessuto e dallo spazio disponibile. I tre tipi sono piatto, arrotolato e appeso.

### Stoccaggio piatto
Lo stoccaggio piatto è l'opzione migliore per pezzi eccezionalmente fragili perché fornisce il supporto più uniforme per le fibre. Possono essere utilizzati ripiani o cassetti in metallo smaltato oppure box privi di acidi. Se possibile, i tessuti possono essere sistemati nelle scatole o nei cassetti piatti. Se si rende necessaria la piegatura, è opportuno utilizzare carta velina priva di acidi per formare rotoli morbidi attorno ai quali modellare le pieghe, per evitare parti irregolari. Anche così, i tessuti piegati dovrebbero essere rimossi e ripiegati in modo diverso ogni pochi mesi, per consentire un'usura uniforme del capo. 

### Stoccaggio arrotolato
Per i tessuti eccezionalmente grandi, come arazzi, tendaggi, tappeti e trapunte, lo stoccaggio arrotolato è l'opzione migliore. Come la sezione tappezzeria di un negozio di tessuti, l'area di stoccaggio arrotolato dovrebbe essere costituita da scaffalature, ciascuna contenente tubi privi di acidi o rivestiti in tessuto sospesi orizzontalmente attorno ai quali i tessuti possono essere avvolti, assicurandosi di allineare le cimose con i bordi del tessuto. I tessuti con un lato decorativo (come velluti e tessuti ricamati) devono essere sempre arrotolati con tale lato rivolto verso l'esterno. Questo perché lo strato interno, soprattutto se è presente un rivestimento, potrebbe sgualcirsi, allungarsi o piegarsi mentre è arrotolato. I tessuti arrotolati possono poi essere ricoperti con un involucro di mussola per proteggerli dalla polvere.

### Stoccaggio appeso
Per i costumi, lo stoccaggio piatto può creare più problemi di quanti ne risolva, poiché è impossibile riporli in questo modo senza formare pieghe e grinze. Pertanto, a meno che il costume non sia così indebolito da non poter sostenere il proprio peso, appendere il costume è forse l'opzione migliore. Anche i costumi insolitamente pesanti (abiti ricchi di perline, ad esempio) o quelli il cui tessuto può deformarsi facilmente (come alcuni tessuti elastici o quelli tagliati di sbieco) dovrebbero essere conservati in una posizione piatta. Gli indumenti adatti per essere appesi devono essere posizionati su grucce di plastica imbottite per imitare la forma delle spalle umane e ricoperte con una copertura di plastica o di stoffa con fondo aperto per consentire la circolazione dell'aria mantenendo il costume pulito. Le grucce in legno possono avere un alto contenuto di acido, che può causare scolorimento o deterioramento del costume. Allo stesso modo, le grucce metalliche non forniscono un sostegno sufficiente e possono causare la distorsione delle spalle dei capi. Pertanto, entrambe le forme di sospensione dei tessuti dovrebbero essere evitate. 
Se lo spazio è sufficiente, gli indumenti selezionati possono essere riposti su manichini per mantenere meglio la loro forma. Se viene utilizzato questo metodo, i manichini devono essere dotati di indumenti intimi adeguati, come bustini o borse laterali, per fornire un supporto adeguato agli indumenti così come sono destinati ad essere indossati. Tuttavia, mentre la preoccupazione principale di un'esposizione può essere quella di rendere l'indumento attraente sul manichino, le esigenze di stoccaggio non devono tenere in considerazione tali aspetti. Le parti sciolte e non supportate dell'indumento (come maniche o camicie) devono essere imbottite con carta velina priva di acidi per fornire ulteriore supporto. 
Gli accessori del costume possono essere conservati in vari modi. In generale, cuffie e guanti devono essere imbottiti con tessuto privo di acidi e riposti in scatole di qualità da archivio o al coperto. Ventilatori e ombrelloni possono essere riposti in posizioni semiaperte, che garantiscono il minor stress sui tessuti. 

## Esposizione
Le condizioni preferibili richieste per l'esposizione dei tessuti consistono in un ambiente asciutto, pulito, fresco e buio, con controlli frequenti per essere certi che i tessuti rimangano in buone condizioni. L’illuminazione dovrebbe essere ridotta al minimo e i tessuti dovrebbero essere ruotati verso il lato dell’esposizione, in modo che ciascun pezzo sia esposto alla luce solo per pochi mesi alla volta prima di essere riportato all’oscurità o portato in laboratorio per lavori di pulizia/conservazione. I tessuti devono essere aspirati prima e dopo l'esposizione.

## Istruzione e formazione
In Francia, i conservatori specializzati nelle arti tessili vengono formati presso l'Institut National du Patrimoine (Istituto nazionale dei beni culturali). La loro missione è intervenire quando le risorse del patrimonio sono minacciate o deteriorate per diversi motivi. 
Il conservatore impedisce che le opere d'arte scompaiano o perdano il loro scopo analizzando la complessa fase della sua storia materiale e le cause dell'alterazione.

### Fonti citate
- Fahey, Mary (2007). "The Care and Preservation of Antique Textiles and Costumes." Henry Ford Museum.
- Finch, Karen, and Greta Putnam (1977). Caring for Textiles. London: Barrie & Jenkins.
- Mailand, Harold F (1978). Considerations for the Care of Textiles and Costumes: A Handbook for the Non-Specialist. Indianapolis, IN: Indianapolis Museum of Art.
- Mailand, Harold F. and Dorothy Stiles Alig (1999). Preserving Textiles: A Guide for the Non- Specialist. Indianapolis, IN: Indianapolis Museum of Art.
- Rice, James W. (1972). "Principals of Fragile Textile Cleaning." Textile Conservation. Jentina E. Leene, ed. New York: Smithsonian Institution. 32–72.
- Schweppe, Helmut (1984). "Identification of Dyes in Historic Textile Materials." Historic Textile and Paper Materials: Conservation and Characterization. Howard L. Needles and S. Haig Zeronian, ed. United States: American Chemical Society. 153–175.